# چاه قربان (ریگان)
چاه قربان (بم)، روستایی از توابع بخش مرکزی، شهرستان ریگان،دهستان گاوکان، در استان کرمان ایران است.

## جمعیت
این روستا در دهستان گاوکان قرار دارد و براساس سرشماری مرکز آمار ایران در سال ۱۳۸۵، جمعیت آن ۱۱۹ نفر (۲۲خانوار) بوده‌است.